# Alex Dupont
Pour les articles homonymes, voir Dupont ou Dupond.
Alex Dupont, né le 30 juin 1954 à Dunkerque (Nord) et mort le 1er août 2020 à La Turbie (Alpes-Maritimes), est un footballeur français reconverti entraîneur.

## Biographie
Formé à l'US Dunkerque, Alex Dupont est international junior en 1971, aux côtés de Rolland Courbis, Didier Six et Dominique Rocheteau. Il poursuit sa carrière à Hazebrouck, et devient un entraîneur réputé. Il a conduit à la victoire Gueugnon en Coupe de la Ligue, qualifié Sedan pour la Coupe de l'UEFA, participé au sauvetage de Laval en 2004 et à celui du Stade brestois à la fin de la saison 2009. En 2006 il encadre le stage estival de l'UNFP (groupe Nord). En 2007, puis de 2008 à 2011, il entraîne à la demande de la FFF l'équipe de France de la Police, avec laquelle il est champion d'Europe en juin 2010.
En 2010, le Stade brestois accède sous ses ordres à la Ligue 1. À titre personnel, il reçoit à l’issue de cette saison le trophée UNFP de meilleur entraîneur de Ligue 2,. Il réalise un excellent début de saison avec le Stade brestois en Ligue 1 dont il obtient finalement le maintien à l'issue de cette saison 2010-2011.
Le 26 avril 2012, il est démis de ses fonctions d'entraîneur pour manque de résultat, à cinq journées de la fin du championnat, et est remplacé à titre provisoire par Corentin Martins.
Le 22 juin 2012, il est nommé nouvel entraîneur de l'AC Ajaccio en remplacement d'Olivier Pantaloni. Il est démis de ses fonctions le 17 décembre 2012.
En juin 2013, le nouveau président du Stade brestois 29, Yvon Kermarec, annonce officiellement son retour comme entraineur au sein du club brestois qui vient d'être relégué en Ligue 2. Après trois nouvelles saisons au Stade brestois, son contrat n'est pas renouvelé. Il est remplacé par Jean-Marc Furlan à l'issue de la saison 2015-2016.
Alex Dupont meurt à 66 ans le 1er août 2020 d'une crise cardiaque.

## Hommage
En janvier 2022, la tribune nord du Stade Marcel-Tribut a été rebaptisée "Tribune Alex Dupont" en hommage à sa longue contribution au sein de l'USL Dunkerque. 

## Carrière d'entraîneur
| Saison                  | Club              | Pays | Division   | Classement | Matches | Victoires | Nuls | Défaites |
| ----------------------- | ----------------- | ---- | ---------- | ---------- | ------- | --------- | ---- | -------- |
| 1998 - 1999             | FC Gueugnon       |      | Division 2 | 6e         | 38      | 14        | 15   | 9        |
| 1999 - 2000             | FC Gueugnon       |      | Division 2 | 5e         | 38      | 13        | 17   | 8        |
| 2000 - 2001             | CS Sedan Ardennes |      | Division 1 | 5e         | 34      | 14        | 10   | 10       |
| 2001 - sept. 2001       | CS Sedan-Ardennes |      | Division 1 | -          | 7       | 1         | 4    | 2        |
| janv. 2004 - juin. 2004 | Stade lavallois   |      | Ligue 2    | 17e        | 18      | 7         | 4    | 7        |
| juil. 2004 - 2005       | Amiens SC         |      | Ligue 2    | 13e        | 38      | 11        | 14   | 13       |
| 2005 - fév. 2006        | Amiens SC         |      | Ligue 2    | 16e        | 28      | 6         | 13   | 9        |
| oct 2007 - mai 2008     | FC Gueugnon       |      | Ligue 2    | 20e        | 27      | 4         | 9    | 14       |
| mai 2009                | Stade brestois    |      | Ligue 2    | 14e        | 4       | 2         | 0    | 2        |
| 2009 - 2010             | Stade brestois    |      | Ligue 2    | 2e         | 38      | 20        | 7    | 11       |
| 2010 - 2011             | Stade brestois    |      | Ligue 1    | 16e        | 38      | 11        | 13   | 14       |
| 2011 - avr. 2012        | Stade brestois    |      | Ligue 1    | 18e        | 33      | 6         | 15   | 12       |
| Juin 2012 - déc. 2012   | AC Ajaccio        |      | Ligue 1    | 14e        | 18      | 5         | 6    | 7        |
| 2013 - 2014             | Stade brestois    |      | Ligue 2    | 7e         | 38      | 15        | 12   | 11       |
| 2014 - 2015             | Stade brestois    |      | Ligue 2    | 6e         | 38      | 14        | 15   | 9        |
| 2015 - 2016             | Stade brestois    |      | Ligue 2    | 10e        | 38      | 12        | 11   | 15       |

## Palmarès entraîneur

### En club
- Vainqueur de la Coupe de la Ligue en 2000 avec le FC Gueugnon

### En sélection
- 2010 : Champion d'Europe avec l'équipe de France de la Police nationale.

### Distinctions individuelles
- Élu entraîneur français de l'année en 2000 par France Football avec le FC Gueugnon puis le CS Sedan-Ardennes
- Élu meilleur entraîneur de Ligue 2 en 2010 avec Brest